# Raddaus bocourti
Raddaus bocourti is een krabbensoort uit de familie van de Pseudothelphusidae. De wetenschappelijke naam van de soort is voor het eerst geldig gepubliceerd in 1866 door A. Milne-Edwards.